# Franz Dinda
Franz Dinda, , nome d'arte di Franz Alexander Dinda, (Jena, 25 marzo 1983), è un attore e produttore cinematografico tedesco.

## Biografia
Franz Dinda nacque nel 1983 a Jena, Turingia, in Germania. Venne cresciuto dalla madre, che era un pastore protestante.
Poco prima della caduta del Muro di Berlino Franz fuggì con la madre a Darmstadt. 
Esordì come attore cinematografico nel 2003 nel film Raus ins Leben.

## Filmografia

### Attore

#### Cinema
- Raus ins Leben, regia di Vivian Naefe (2003)
- A2 Racer, regia di Michael Keusch (2004)
- Am Tag als Bobby Ewing starb, regia di Lars Jessen (2005)
- Die Wolke, regia di Gregor Schnitzler (2006)
- Valerie, regia di Birgit Möller (2006)
- Kein Bund fürs Leben, regia di Granz Henman (2007)
- Teenage Angst, regia di Thomas Stuber (2008)
- Im Winter ein Jahr, regia di Caroline Link (2008)
- Berlin 36, regia di Kaspar Heidelbach (2009)
- Westwind, regia di Robert Thalheim (2011)
- Das Leben ist nichts für Feiglinge, regia di André Erkau (2012)
- Ludwig II, regia di Marie Noëlle e Peter Sehr (2012)
- Medicus (Der Medicus), regia di Philipp Stölzl (2013)

#### Televisione
- Berlin - Eine Stadt sucht den Mörder, regia di Urs Egger – film TV (2003)
- Endlich Sex!, regia di Klaus Knoesel – film TV (2004)
- Fabrixx – serie TV, 4 episodi (2002-2004)
- Stefanie - Eine Frau startet durch – serie TV, episodio 1x03 (2004)
- Beauty Queen – serie TV, 4 episodi (2004)
- Der letzte Zeuge – serie TV, episodio 6x09 (2004)
- La nave dei sogni (Das Traumschiff) – serie TV, episodi 1x47-1x50 (2004-2005)
- Abschnitt 40 – serie TV, episodio 3x02 (2005)
- Speer und er – miniserie TV, puntata 3 (2005)
- Schulmädchen – serie TV, episodio 2x06 (2005)
- Die Gerichtsmedizinerin – serie TV, episodio 1x01 (2005)
- Die Kette, regia di Bettina Blümner – film TV (2006)
- Blackout - Die Erinnerung ist tödlich – serie TV, episodi 1x01-1x02 (2006)
- Tatort – serie TV, 3 episodi (2006-2014)
- In capo al mondo per amore (Das Glück am anderen Ende der Welt), regia di Dietmar Klein (2007)
- Guardia costiera (Küstenwache) – serie TV, episodio 11x04 (2007)
- Il commissario Schumann (Der Kriminalist) – serie TV, episodio 2x07 (2008)
- Willkommen zuhause, regia di Andreas Senn – film TV (2008)
- 14º Distretto (Großstadtrevier) – serie TV, episodio 22x13 (2008)
- Sklaven und Herren, regia di Stefan Kornatz – film TV (2008)
- Mogadischu, regia di Roland Suso Richter – film TV (2008)
- Jenseits der Mauer, regia di Friedemann Fromm – film TV (2009)
- Ein starkes Team – serie TV, episodio 1x45 (2010)
- Der Staatsanwalt – serie TV, episodio 4x01 (2010)
- Schurkenstück, regia di Torsten C. Fischer (2010)
- Morgen musst Du sterben, regia di Niki Stein – film TV (2010)
- Go West - Freiheit um jeden Preis – serie TV, episodi 1x01-1x02 (2011)
- Flemming – serie TV, episodio 2x04 (2011)
- Polizeiruf 110 – serie TV, episodi 37x06-40x10 (2008-2011)
- Nacht über Berlin, regia di Friedemann Fromm– film TV (2013)
- Eine mörderische Entscheidung, regia di Raymond Ley – film documentario (2013)
- Insegnami a volare (Fliegen lernen), regia di Christoph Schrewe – film TV (2013)
- Der Bulle und das Landei – serie TV, episodio 1x03 (2013)
- Die Spiegel-Affäre, regia di Roland Suso Richter – film TV (2014)
- La soffiatrice di vetro (Die Glasbläserin), regia di Christiane Balthasar – film TV (2016)
- Babylon Berlin – serie TV, episodi 2x01-2x04 (2017)
- Das Boot – serie TV, 31 episodi (2018-2023)
- 23 Morde – serie TV, 6 episodi (2019)
- Il commissario Voss (Der Alte) – serie TV, episodio 51x08 (2022)
- München Mord – serie TV, episodio 2x06 (2023)

### Produttore
- Teenage Angst, regia di Thomas Stuber (2008)

## Doppiatori italiani
Nelle versioni in italiano delle opere in cui ha recitato, Franz Dinda è stato doppiato da:
- Emiliano Coltorti in Berlin 36
- Daniele Raffaeli in La soffiatrice di vetro
- Edoardo Stoppacciaro in Das Boot